# Dekstranaza
Dekstranaza (EC 3.2.1.11, dekstranska hidrolaza, endodekstranaza, dekstranaza DL 2, DL 2, endo-dekstranaza, alfa-D-1,6-glukan-6-glukanohidrolaza, 1,6-alfa-D-glukan 6-glukanohidrolaza) je enzim sa sistematskim imenom 6-alfa-D-glukan 6-glukanohidrolaza. Ovaj enzim katalizuje sledeću hemijsku reakciju
Endohidroliza (1->6)-alfa-D-glukozidnih veza dekstrana

## Spoljašnje veze
- Dextranase на 